# Pleitas
Pleitas è un comune spagnolo di 61 abitanti situato nella comunità autonoma dell'Aragona.